# Trofeo Cervantes
El Trofeo Cervantes es un torneo amistoso de fútbol que se celebra en Alcalá de Henares (España) y que organiza la R. S. D. Alcalá todos los años desde 1967, exceptuando en el año 2020 por la pandemia del COVID-19. Se disputa al principio de la temporada de Liga, a últimos de agosto.
Tradicionalmente el torneo se disputaba entre cuatro equipos, con semifinales, partido por el tercer puesto y final, y entre la edición 13.ª hasta 16.ª y alguna otra ocasión se ha disputado en formato triangular. Sin embargo, a partir de la edición 35.ª se viene disputando a partido único entre el anfitrión, la Real Sociedad Deportiva Alcalá, y el equipo invitado.
El actual campeón es la Arandina C. F.

## Palmarés
| Edición        | Año  | Campeón                      | Subcampeón                        | Resultado      | Tercer lugar                  | Cuarto lugar          | Resultado      |
| -------------- | ---- | ---------------------------- | --------------------------------- | -------------- | ----------------------------- | --------------------- | -------------- |
| I (1.ª)        | 1967 | R.S.D. Alcalá                | R. C. Deportivo de La Coruña      | 1-0            | C. F. Calvo Sotelo            | C. D. Guadalajara     |                |
| II (2.ª)       | 1968 | C. F. Calvo Sotelo           | R. S. D. Alcalá                   | 1-0            | A. D. Rayo Vallecano          | Albacete Balompié     |                |
| III (3.ª)      | 1969 | C. F. Calvo Sotelo           | Atlético de Madrid Aficionado     | 3-0            | Real Valladolid C. F.         | R. S. D. Alcalá       |                |
| IV (4.ª)       | 1970 | Racing Club Portuense        | R. S. D. Alcalá                   | 3-0            | Atlético de Madrid Aficionado | U. D. Salamanca       |                |
| V (5.ª)        | 1971 | A. D. Rayo Vallecano         | R. S. D. Alcalá                   | 3-2            | C. D. Colonia Moscardó        | Racing Club Portuense |                |
| VI (6.ª)       | 1972 | U. D. Salamanca              | A. D. Torrejón                    | 2-1            | Xerez C. D.                   | R. S. D. Alcalá       |                |
| VII (7.ª)      | 1973 | C. A. Osasuna                | U. D. Salamanca                   | 2-1            | R. S. D. Alcalá               | C. D. Guadalajara     | 1-1 (4:2 pen.) |
| VIII (8.ª)     | 1974 | Burgos C. F.                 | A. D. Rayo Vallecano              | 3-0            | C. D. Guadalajara             | R. S. D. Alcalá       | 3-2            |
| IX (9.ª)       | 1975 | A. D. Rayo Vallecano         | A. D. Torrejón                    | 2-1            | R. S. D. Alcalá               | C. D. Guadalajara     | 1-0            |
| X (10.ª)       | 1976 | Club Getafe Deportivo        | R. S. D. Alcalá                   | 3-1            | C. D. Guadalajara             | A. D. Torrejón        | 1-1 (5:3 pen.) |
| XI (11.ª)      | 1977 | A. D. Torrejón               | Atlético Madrileño                | 1-0            | Club Getafe Deportivo         | R. S. D. Alcalá       |                |
| XII (12.ª)     | 1978 | Atlético Madrileño           | C. P. Cacereño                    | 1-1            | R. S. D. Alcalá               | A. D. Torrejón        |                |
| XIII (13.ª)    | 1979 | R. S. D. Alcalá              | Calvo Sotelo C. F.                | 2-0/ 1-1/ 1-1  | Albacete Balompié             |                       |                |
| XIV (14.ª)     | 1980 | Granada C. F.                | R. S. D. Alcalá                   | 4-0/ 1-0/ 0-2  | Córdoba C. F.                 |                       |                |
| XV (15.ª)      | 1981 | Elche C. F.                  | R. S. D. Alcalá                   | 3-1/ 5-0/ 2-2  | Real Jaén C. F.               |                       |                |
| XVI (16.ª)     | 1982 | Real Oviedo                  | C. D. Castellón                   | 1-2/ 0-0/ 4-1  | R. S. D. Alcalá               |                       |                |
| XVII (17.ª)    | 1983 | Castilla C. F.               | Real Aranjuez C. F.               | 4-1            | R. S. D. Alcalá               | Atlético Madrileño    | 1-1 (pen.)     |
| XVIII (18.ª)   | 1984 | Castilla C. F.               | R. S. D. Alcalá                   | 1-1/ 1-1/ 0-0  | C. D. Pegaso                  |                       |                |
| XIX (19.ª)     | 1985 | A. D. Rayo Vallecano         | R. S. D. Alcalá                   | 3-2            | C. D. Guadalajara             | Al-Wasl Sport Club    | 3-2            |
| XX (20.ª)      | 1986 | R. S. D. Alcalá              | A. D. Rayo Vallecano              | 0-0            | C. D. Maravillas              | C. D. Guadalajara     | 5-3            |
| XXI (21.ª)     | 1987 | C. A. Osasuna                | U. D. Salamanca                   | 0-0/ 0-0/ 3-0  | R. S. D. Alcalá               |                       |                |
| XXII (22.ª)    | 1988 | C. A. Osasuna                | R. S. D. Alcalá                   | 1-1 (4:2 pen.) | Deportivo Aragón              | C. F. Extremadura     |                |
| XXIII (23.ª)   | 1989 | Atlético Madrileño           | C. D. Toledo                      | 1-0            | C. D. Badajoz                 | R. S. D. Alcalá       |                |
| XXIV (24.ª)    | 1990 | Córdoba C. F.                | R. S. D. Alcalá                   | 3-0/ 1-1/ 0-1  | C. P. Cacereño                |                       |                |
| XXV (25.ª)     | 1991 | Real Zaragoza                | Real Madrid Deportivo             | 1-0            | R. C. D. Mallorca             | R. S. D. Alcalá       | 4-0            |
| XXVI (26.ª)    | 1992 | R. S. D. Alcalá              | C. D. Guadalajara                 | 4-0/ 1-3/ 1-1  | C. D. Pegaso                  |                       |                |
| XXVII (27.ª)   | 1993 | Real Valladolid              | R. S. D. Alcalá                   | 1-0/ 0-1/ 2-0  | C. D. Toledo                  |                       |                |
| XXVIII (28.ª)  | 1994 | Getafe C.F.                  | R. S. D. Alcalá                   | 3-0            | A. D. Torrejón                | C. D. Leganés         | 1-0            |
| XXIX (29.ª)    | 1995 | R. S. D. Alcalá              | Real Aranjuez C. F.               | 0-0 (1-0) 99'  | C. D. Colonia Moscardó        | C. D. Guadalajara     | 3-1            |
| XXX (30.ª)     | 1996 | R. S. D. Alcalá              | C. F. Fuenlabrada                 | 2-2 (3-2) 93'  | Talavera C. F.                | U. B. Conquense       | 1-1 (4:3 pen.) |
| XXXI (31.ª)    | 1997 | Atlético de Madrid B         | Real Madrid B                     | 3-5/ 2-1/ 3-0  | R. S. D. Alcalá               |                       |                |
| XXXII (32.ª)   | 1998 | Rayo Vallecano               | Real Ávila C. F.                  | 4-1            | R. S. D. Alcalá               | C. D. Leganés         |                |
| XXXIII (33.ª)  | 1999 | C. P. Mérida                 | R. S. D. Alcalá                   | 3-0            |                               |                       |                |
| XXXIV (34.ª)   | 2000 | C. P. Mérida                 | R. S. D. Alcalá                   | 1-0/1-1/0-0    | Atlético de Madrid B          |                       |                |
| XXXV (35.ª)    | 2001 | R. S. D. Alcalá              | Rayo Vallecano                    | 2-0            |                               |                       |                |
| XXXVI (36.ª)   | 2002 | Rayo Vallecano               | R. S. D. Alcalá                   | 5-0            |                               |                       |                |
| XXXVII (37.ª)  | 2003 | R. S. D. Alcalá              | Real Madrid B                     | 1-0            |                               |                       |                |
| XXXVIII (38.ª) | 2004 | Getafe C. F.                 | R. S. D. Alcalá                   | 2-1            |                               |                       |                |
| XXXIX (39.ª)   | 2005 | R. S. D. Alcalá              | Real Racing Club de Santander     | 2-1            |                               |                       |                |
| XL (40.ª)      | 2006 | Getafe C. F.                 | R. S. D. Alcalá                   | 1-1 (5:3 pen.) |                               |                       |                |
| XLI (41.ª)     | 2007 | R. S. D. Alcalá              | Rayo Vallecano                    | 2-1            |                               |                       |                |
| XLII (42.ª)    | 2008 | Atlético de Madrid           | R. S. D. Alcalá                   | 4-0            |                               |                       |                |
| XLIII (43.ª)   | 2009 | R. S. D. Alcalá              | Rayo Vallecano                    | 3-0            |                               |                       |                |
| XLIV (44.ª)    | 2010 | R. S. D. Alcalá              | A. D. Alcorcón                    | 2-1            |                               |                       |                |
| XLV (45.ª)     | 2011 | R. S. D. Alcalá              | C. D. Guadalajara                 | 2-0            |                               |                       |                |
| XLVI (46.ª)    | 2012 | C. D. Guadalajara            | R. S. D. Alcalá                   | 2-0            |                               |                       |                |
| XLVII (47.ª)   | 2013 | R. S. D. Alcalá              | Atlético de Madrid B              | 1-1 (5:4 pen.) |                               |                       |                |
| XLVIII (48.ª)  | 2014 | R. S. D. Alcalá              | C. D. Leganés                     | 2-1            |                               |                       |                |
| XLIX (49.ª)    | 2015 | Atlético de Madrid B         | R. S. D. Alcalá                   | 3-0            |                               |                       |                |
| L (50.ª)       | 2016 | Getafe C. F.                 | R. S. D. Alcalá                   | 0-0 (4:2 pen.) |                               |                       |                |
| LI (51.ª)      | 2017 | Atlético de Madrid B         | R. S. D. Alcalá                   | 1-0            |                               |                       |                |
| LII (52.ª)     | 2018 | C. F. Rayo Majadahonda       | R. S. D. Alcalá                   | 2-2 (6:5 pen.) |                               |                       |                |
| LIII (53.ª)    | 2019 | C. F. Fuenlabrada            | R. S. D. Alcalá                   | 2-0            |                               |                       |                |
| LIV (54.ª)     | 2021 | Cultural y Deportiva Leonesa | R. S. D. Alcalá                   | 4-0            |                               |                       |                |
| LV (55.ª)      | 2022 | R. S. D. Alcalá              | Calvo Sotelo de Puertollano C. F. | 1-0            |                               |                       |                |
| LVI (56.ª)     | 2023 | R. S. D. Alcalá              | C. D. Guadalajara                 | 1-1 (4:2 pen.) |                               |                       |                |
| LVII (57.ª)    | 2024 | Arandina C. F.               | R. S. D. Alcalá                   | 4-1            |                               |                       |                |
| LVIII (58.ª)   | 2025 | Bandera de España            | Bandera de España                 | –              |                               |                       |                |

- En caso de empate, el equipo de la izquierda ganó por penaltis.

### Títulos por equipo

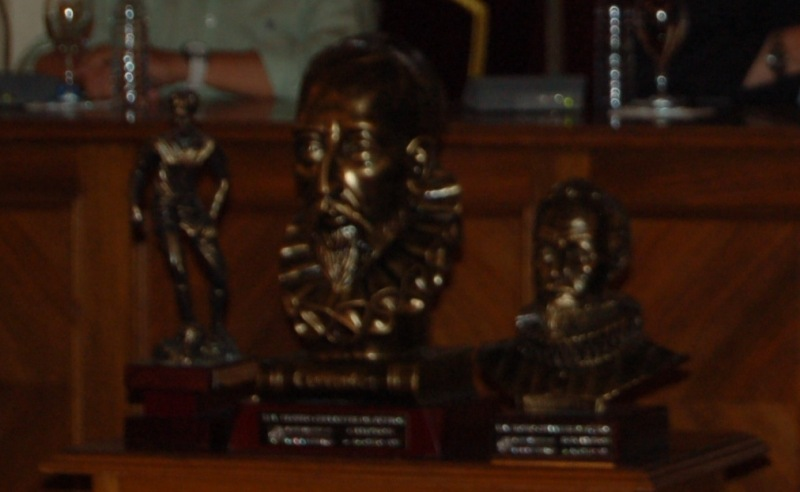
Trofeo Cervantes desde la edición 45.ª

Los 56 títulos del Trofeo Cervantes se los han repartido 21 equipos siendo la RSD Alcalá la que más entorchado, tiene 17. El Atlético de Madrid (primer equipo y filial) con seis es quien más próximo está, seguido con cinco por el Getafe (con sus dos denominaciones) y el Rayo Vallecano, el Osasuna (único club que ha vencido en sus tres participaciones, si no incluimos aquellos que sólo lo han jugado una vez) con tres.
| Equipo                                                    | Títulos | Años Campeón                                                                                           |
| R. S. D. Alcalá                                           | 17      | 1967, 1979, 1986, 1992, 1995, 1996, 2001, 2003, 2005, 2007, 2009, 2010, 2011, 2013, 2014, 2022 y 2023. |
| Atlético de Madrid B / Atlético de Madrid*                | 6       | 1978, 1989, 1997, 2008, 2015, 2017.                                                                    |
| Club Getafe Deportivo / Getafe C. F.**                    | 5       | 1976, 1994, 2004, 2006, 2016.                                                                          |
| Rayo Vallecano                                            | 5       | 1971, 1975, 1985, 1998, 2002.                                                                          |
| C. A. Osasuna                                             | 3       | 1973, 1987, 1988.                                                                                      |
| C. P. Mérida                                              | 2       | 1999, 2000.                                                                                            |
| Castilla C. F.                                            | 2       | 1983, 1984.                                                                                            |
| C. F. Calvo Sotelo / Calvo Sotelo de Puertollano C. F.*** | 2       | 1968, 1969.                                                                                            |
| Arandina C. F.                                            | 1       | 2024.                                                                                                  |
| Cultural Leonesa                                          | 1       | 2021.                                                                                                  |
| C. F. Fuenlabrada                                         | 1       | 2019.                                                                                                  |
| Rayo Majadahonda                                          | 1       | 2018.                                                                                                  |
| C. D. Guadalajara                                         | 1       | 2012.                                                                                                  |
| Real Valladolid                                           | 1       | 1993.                                                                                                  |
| Real Zaragoza                                             | 1       | 1991.                                                                                                  |
| Córdoba C. F.                                             | 1       | 1990.                                                                                                  |
| Real Oviedo                                               | 1       | 1982.                                                                                                  |
| Elche C. F.                                               | 1       | 1981.                                                                                                  |
| Granada C. F.                                             | 1       | 1980.                                                                                                  |
| A. D. Torrejón                                            | 1       | 1977.                                                                                                  |
| Burgos C. F.                                              | 1       | 1974.                                                                                                  |
| U. D. Salamanca                                           | 1       | 1972.                                                                                                  |
| Racing Club Portuense                                     | 1       | 1970.                                                                                                  |

- * Al ser el Club Atlético de Madrid y el Atlético de Madrid B, antes llamado Atlético Madrileño, la misma sede social, se les ha sumado los trofeos conseguido por ambos.
- ** Al Getafe C. F. se le ha sumado el trofeo conseguido por su antecesor el Getafe Deportivo.
- *** El C. F. Calvo Sotelo, desapareciendo el 15 de mayo de 2015. Se refundó en el Calvo Sotelo de Puertollano C. F.

## Trofeo Dulcinea
El Trofeo Dulcinea de fútbol femenino es organizado por la Real Sociedad Deportiva Alcalá y se disputa en agosto en el Estadio Municipal Virgen del Val desde 2021.

## Trofeo Cervantes de Cantera
En el año 2022, se instauró en el trofeo Cervantes la participación de la cantera del club, en concreto el filial/afiliado y el equipo juvenil.
| Edición | Año  | Campeón                 | Subcampeón               | Resultado |
| I (1.ª) | 2022 | E. D. Moratalaz Juvenil | Juvenil                  | 3-1       |
| I (1.ª) | 2022 | E. D. Moratalaz "B"     | A. D. Henares (Afiliado) | 2-0       |